# Donata Katai
Donata Katai, née le 7 mai 2004 à Harare, est une nageuse zimbabwéenne.

## Carrière
Donata Katai remporte deux médailles d'or aux Championnats d'Afrique juniors 2019, sur 50 et 100 mètres dos.
Elle est nommée porte-drapeau de la délégation du Zimbabwe aux Jeux olympiques d'été de 2020 à Tokyo en compagnie du rameur Peter Purcell-Gilpin ; première nageuse noire à représenter le Zimbabwe aux Jeux olympiques, elle dispute les séries du 100 mètres dos.
Elle est médaillée de bronze du relais 4 × 100 mètres nage libre avec Paige van der Westhuizen, Mikayla Makwabarara et Vhenekai Dhemba aux Jeux africains de 2023 à Accra.